# 모르도비야 아레나
모르도비야 아레나(러시아어: Мордовия Арена)는 러시아 사란스크에 위치한 경기장이다. 2018년 FIFA 월드컵 개최 경기장으로 선정되었다. FC 모르도비야 사란스크의 홈 구장으로 사용되고 있으며 수용 인원은 44,442명이다.
모르도비야 아레나는 사란스크의 중심부에 위치해 있으며 사란스크의 주요 기반 시설에서 걸어갈 수 있는 거리에 있다. 경기장의 디자인은 현대에 살고 있는 사람들 사이에 전해 오는 고대 신화와 전설의 주요 상징인 태양의 이미지에 바탕을 두고 있다. 2018년 FIFA 월드컵이 끝난 이후에 이 경기장은 사란스크와 모르도바 공화국에서 가장 큰 스포츠와 레저 센터로 이용될 것으로 예상된다.

## 역사
사란스크에 새로운 경기장을 짓기로 한 결정은 러시아의 FIFA월드컵 개최에 대한 노력이 승인되기 전에 내려졌다. 아레나는 2010년에서 2012년 사이에 지어질 예정이었고 스파르타키드와 모르도비아 민족과 러시아 민족 사이의 통일의 천년을 기념하는 임무를 두개의 행사에 걸쳐 수행되었다. 스포츠 엔지니어링은 그 경기장의 개발 업체이다. 2017년 11월 2일, 경기장의 경기장이 처음으로 문을 열었다. 이 경기장은 2018년 4월 21일에 첫 경기를 치렀다.
2017년 말, 사란스크의 새 경기장이 설계 의도에 따라 최종 설계되었다. 경기장의 완성된 강철 골격은 마무리 패널로 덮여 있어 공사의 주요 설계 특징으로 작용했다. 주변 환경이 개선되었고, 실내 건물들이 완성되었으며, 엘리베이터들이 설치되었다. 경기장의 건설은 지방 도시의 많은 대규모 도시 계획 문제를 해결하는 것을 가능하게 했다. 새로운 공원이 조성되고, 안사르 강둑이 개발되고, 주거 지역이 연결되었다. 그 지역은 여가, 공공 축제 그리고 레저 활동을 위한 공간으로 개선되었다.

## 위치
경기장은 인사르 강 동쪽 둑에 있는 사란스크의 중심부에 위치해 있다. 경기장은 승용차와 대중 교통 편, 공항, 기차 역과 호텔에서 오는 특별 셔틀 버스, 그리고 픽업 주차장에서 접근할 수 있다. 주요 호텔, 팬 구역 및 관광 명소도 경기장에서 최소 거리 안에 위치해 있다. 러시아어로 북쪽에 볼고그라드카야 거리에 접하고 동쪽에 유빌레니 소구역(러시아어: Микрорайон Юбилейный)에 있다. 경기장은 인사르 강 동쪽 둑에 있는 사란스크의 중심부에 위치해 있다. 경기장이 위치한 지역은 1958년에 이 도시에 편입된 마을이 있던 지역이다. 경기장 주변에는 우래 밀도가 낮은 전통 목조 가옥으로 채워져 있었다. 자작나무 숲과 주유소는 2010년 8월 말에 파괴되었다. 경기장을 건설하기 위해, 주유소, 자동차 보수 센터, 14개의 주택 단지가 파괴되었으며, 그들의 주민들 대부분이 토지와 새 아파트에 대한 보상을 받았다.

## 디자인
2018년 FIFA월드컵 개최를 위해 제출된 팀 휘프의 새로운 경기장은 독일 건축가에 의해 임시로 설계된 모습이 보여졌다. 경기장의 마지막 모습을 보기 위해서는 지역 회사인 "SaranskGrazhdanProets"가 선정되었다. 이 단순한 공 모양으로 생긴 장소는 44,442명을 수용할 수 있는 주황색 좌석을 갖고 있다. 2018년 FIFA 월드컵이 끝난 뒤 스탠드를 해체해 2만 8000개로 줄어든다. 왼쪽 스탠드와 지붕 사이에 소매와 레저 공간이 있는 산책로를 만들어야 한다. 타원형의 경기장에는 2층짜리 지하 1층과 5층이 들어설 것이다. 경기장의 잔디는 캐나다에서 수입되었고, 지하 난방의 경우 37km가 될 것이고, 지상 가열기의 경우도 37km가 될 것이다.

### 엔지니어링
이 경기장에는 관중석 위에 캐노피를 형성하고 있는 껍데기로 보호된 사발로 덮인 높은 2층짜리 경기장이 있다. 경기장의 메인 스탠드, 서쪽 스탠드는 인사르 강의 도시 중심부와 제방을 마주하고 있다. 스타디움 셸은 밝은 색상의 다공성 금속 패널로 구성된다. 시야를 확보하기 위해 축구장 중앙에서 관람석까지의 거리는 90m를 넘지 않는다.
관중석은 4개 부문과 하위 부문으로 나뉘어 있으며 VIP 박스가 포함되어 있다. 각 구역에는 장애인을 위한 시설을 포함한 별도의 출입구, 비상구, 음식점, 응급실 및 화장실이 있다. 스탠드에는 휠체어를 사용하는 이동성이 제한된 관객과 동반된 사람들을 위한 좌석, 청각 장애인을 위한 좌석, 안내 보드와 영상이 바로 보이는 곳에 마련되어 있다.
경기장에는 별도의 출입구, 음식점, 응급실, 화장실이 있는 게스트 팀 팬을 위한 특별 지정 구역이 있다. 그 디자인은 근처에 놀이 룸이 있는 별도의 가족 부문을 만들어 낸다. 경기장에는 미디어 박스, 기자 회견실, 미디어, TV, 라디오 방송 스튜디오와 소통하는 선수들을 위한 혼합된 공간이 있다. 미래에는 사란스크와 모르도바 공화국 최대의 스포츠 레저 센터 역할을 할 것으로 예상된다.

## 건설
최종 5층 공사는 2015년 12월에 시작되었다.
벽과 지붕은 태양열로 된 구멍이 뚫린 금속 패널의 한 껍질로 만들어져 있다. 이것들은 따뜻함과 환대를 상징한다고 여겨진다. 아연 도금 루프 베이스는 상부에 단열 및 막 코팅이 되어 있는 프로파일링 된 시트로 제작된다[11].
경기장 공사는 2018년 4월에 완공되었다.

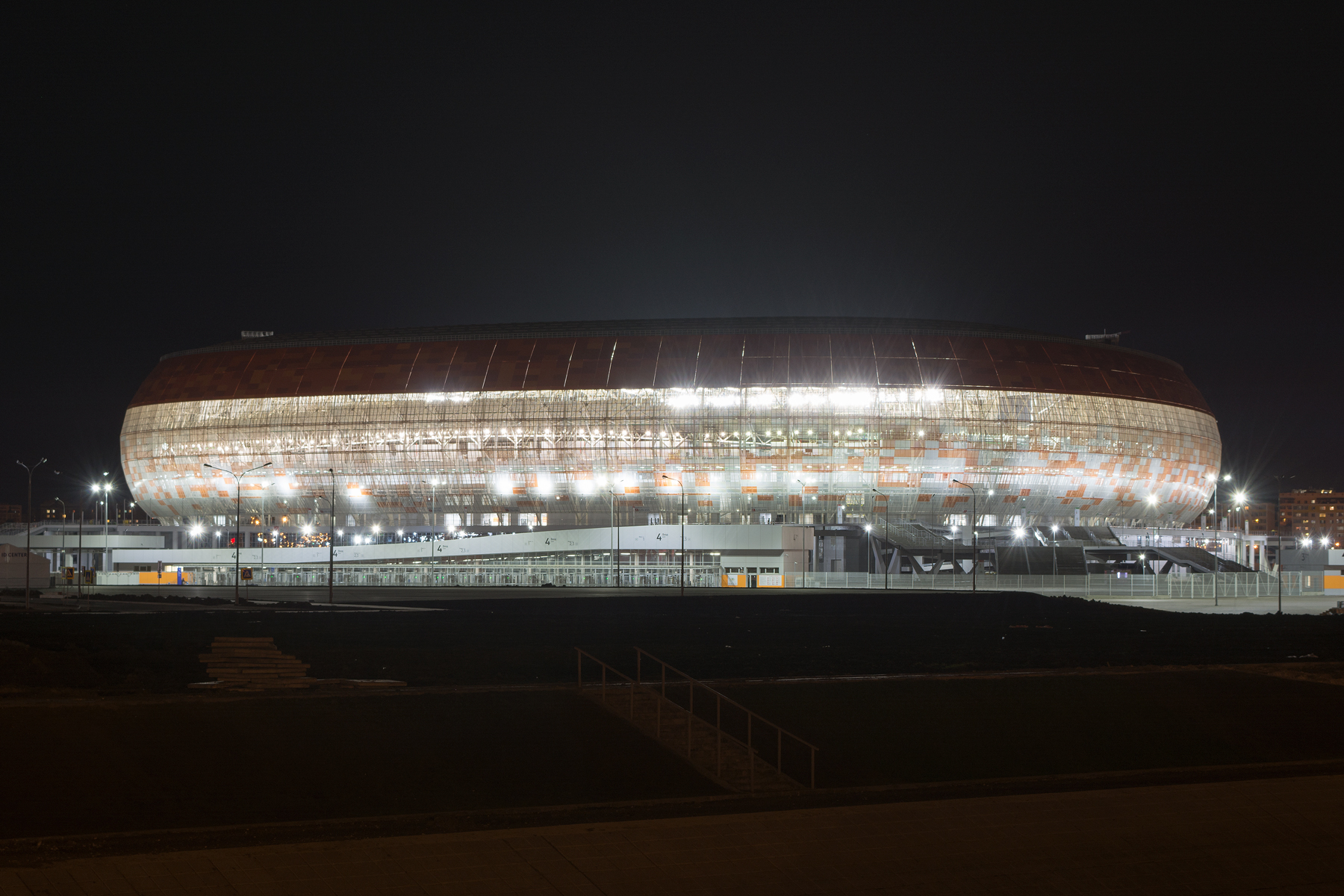
경기장 야간 전경

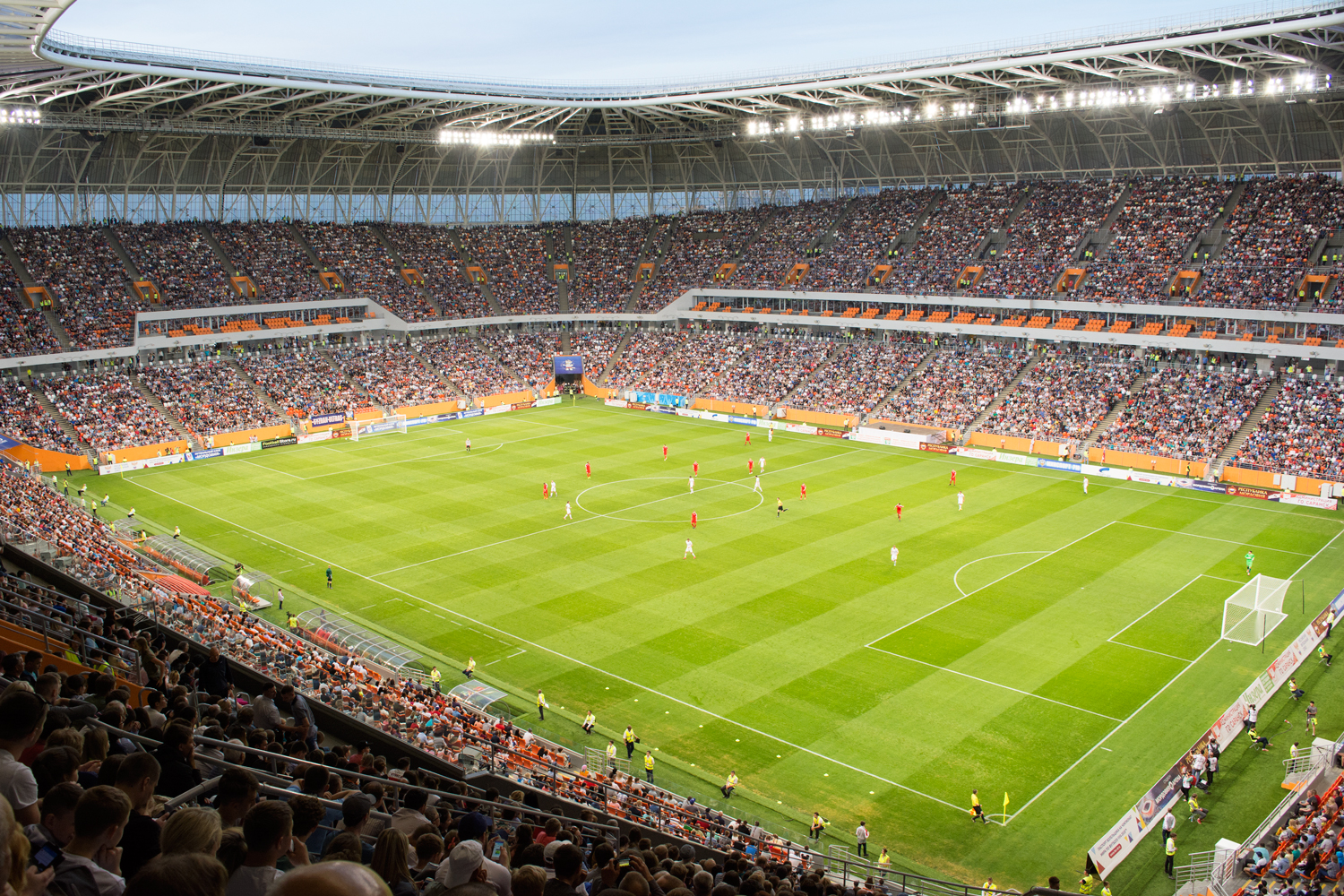
경기장 내부

### 팬들을 위한 서비스
경기장을 방문한 팬들은 다음과 같은 서비스를 이용할 수 있다.
- 탐색 및 자원 봉사자의 정보 지원
- 정보(아동 등록 장소, 유모차 보관소, 분실물 보관소)
- 창고

또한, 아레나에는 거동이 불편한 관중을 위한 리프트, 램프, 회전 계단이 설치되어 있다. 아레나의 별도 부문이 장애인을 위해 특별히 마련되었다.

### 장애인을 위한 편의 시설
2018 FIFA 월드컵은 장애인, 거동이 불편한 사람, 비만인 사람들을 위한 입장권을 제공한다. 이 표는 특별 입장권으로 분류되며, 다음과 같은 4가지 범주로 구분된다.
- 휠체어 사용자 ("W", 휠체어 사용자용) + 동반 1인 기준
- 쉬운 접근 기준 ("ES", 장애인, 이동성이 제한된 사람, 기타 의료 조건을 갖춘 사람)
- 간편한 접근성 ("AM", 안내견 또는 구조견과 함께 의학적 상태를 갖춘 사람들, 제한된 이동성으로 인해 추가 다리 공간을 필요로 하는 사람들)
- 비만인 사람 ("OP", BMI가 35kg/cm2 이하인 사람들을 위한 접근이 쉽고, 바깥쪽 폭이 넓은 좌석).

### 간편한 서비스
- 이동성 센터(이동성이 제한된 사람들을 위한 휠체어 대여, 티켓에 표시된 좌석까지 자발적인 안내)
- 휠체어 접근 가능 입구(Pavilions), 이동성이 제한된 사람을 위한 엘리베이터 및 특수 좌석
- 액세스 제어 스테이션을 지나 경기장 경계를 따라 이동하는 골프 카트
- 해설 서비스를 위한 시청각 장애물(시각 장애인을 위한)

### 안전 및 보안
2018년 FIFA 월드컵이 개막될 때까지, 경기장은 경보 및 경보 시스템, 금속 탐지기, 위험 액체 및 폭발물 표시기가 설치될 것이며, 그것은 30개의 24시간 경비 초소에서 처리될 것이다.

### 행동 수칙
경기를 관람할 때는 다음과 같은 주의 사항을 기억해야 한다.
- 경기장에 합리적으로 미리 도착하는 것이 좋다. 경기가 시작되기 3시간 전에 관중들에게 입구를 개방하는 것이 좋다.
- 경기장은 금연 구역이다.
- 경기장은 출입 금지 정책을 따른다.
- 그 경기장에서는 별도의 쓰레기 수거를 한다. 관중들은 재활용 쓰레기 통에 대한 정보에 주의하고 플라스틱 병과 알루미늄 캔과 깨끗한 종이를 노란 색 통에 넣고 음식물 쓰레기, 냅킨, 패키지 그리고 일회용 식기 세척기를 녹색 쓰레기 통에 넣어야 한다. 쓰레기 분리로 인해 쓰레기의 상당 부분을 재활용하고 환경에 미치는 부정적인 영향을 줄일 수 있게 될 것이다.

## 2018년 FIFA 월드컵일정
이 경기장에서는 2018 FIFA 월드컵 조별 리그 4경기가 열린다.
| 날짜            | 시간 (UTC+3) | 팀 #1    | 결과  | 팀 #2    | 대회 | 관중   |
| --------------- | ------------ | -------- | ----- | -------- | ---- | ------ |
| 2018년 6월 16일 | 19:00        | 페루     | 0 - 1 | 덴마크   | C조  | 40,502 |
| 2018년 6월 19일 | 15:00        | 콜롬비아 | 1 - 2 | 일본     | H조  | 40,842 |
| 2018년 6월 25일 | 21:00        | 이란     | 1 - 1 | 포르투갈 | B조  | 41,685 |
| 2018년 6월 28일 | 21:00        | 파나마   | 1 - 2 | 튀니지   | G조  | 37,168 |